# Альціон строкатий
Альціо́н строкатий (Actenoides lindsayi) — вид сиворакшоподібних птахів родини рибалочкових (Alcedinidae). Ендемік Філіппін.

## Опис

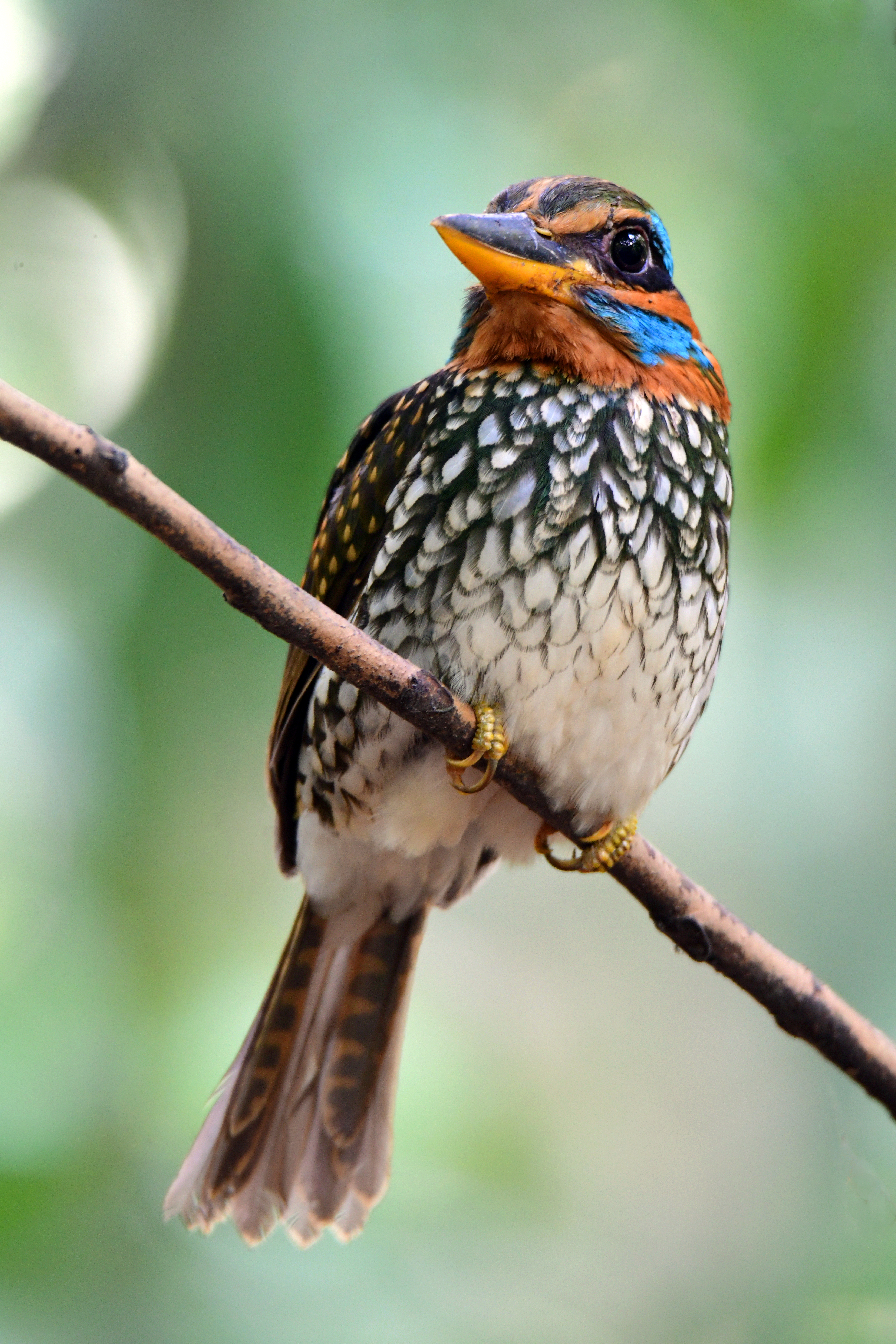
Строкатий альціон

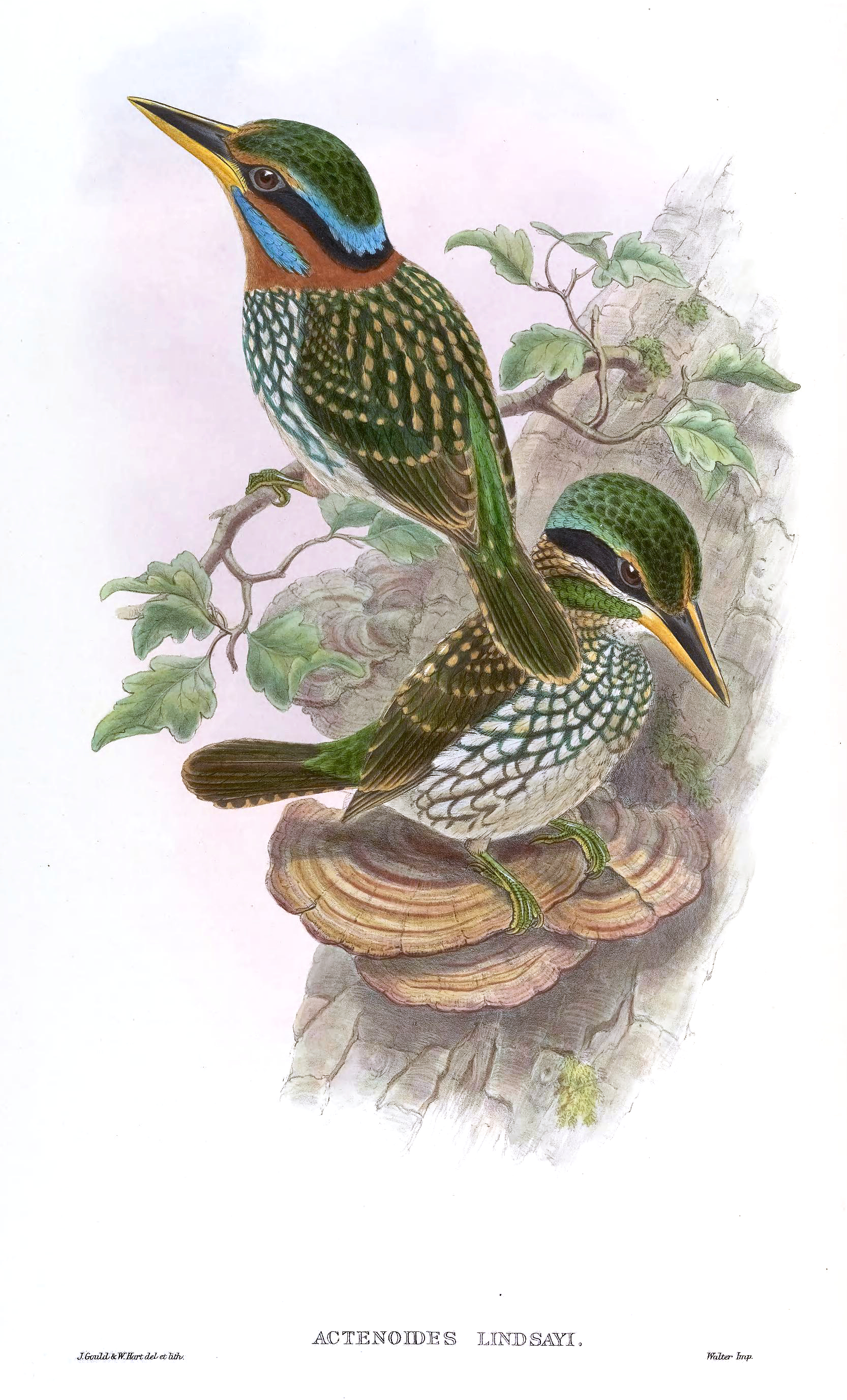
Пара строкатих альціонів (самець зверху, самиця знизу)

Довжина птаха становить 26 см. У самців верхня частина голови темно-зелена, над очима жовто-блакитні "брови". через очі ідуть широкі чорні смуги, щоки, горло і шия оранжево-коричневі, під дзьобом блакитні "вуса". Верхня частина тіла оливково-зелена або коричнево-зелена, пера на ній мають охристо-жовті кінчики, що формують плямистий візерунок. Нижня частина тіла плямиста, чорно-біла. Очі чорнувато-карі, дзьоб зверху чорний, знизу жовтуватий, лапи жовтувато-зелені. 
У самиць забарвлення загалом менш яскраве, "брови" зеленуваті, "вуса" коричнювато-зелені, "комір" на задній частині шиї бурувато-чорний, горло має таке ж забарвлення, що і груди. Забарвлення молодих птахів є подібне до забарвлення самиць, однак більш тьмяне.

## Підвиди
Виділяють два підвиди:
- A. l. lindsayi (Vigors, 1831) — острови Катандуанес, Маріндук і Лусон (північ Філіппінського архіпелагу);
- A. l. moseleyi Steere, 1890 — острови Негрос і Панай (Вісайські острови).

## Поширення і екологія
Строкаті альціони живуть в густому підліску вологих рівнинних тропічних лісів. Зустрічаються поодинці або парами, на висоті до 1200 м над рівнем моря. Живляться жуками та іншими безхребетними, іноді дрібними хребетними.